# ウジェニー・グランデ
『ウジェニー・グランデ』あるいは『ユジェニー・グランデ』（フランス語: Eugénie Grandet）は、フランスの作家オノレ・ド・バルザックが1833年に発表した長編小説。

## 概要
1834年にベシェ版、1839年にはシャルパンティエ版として出版。1843年発行のフュルヌ版「人間喜劇」では「風俗研究」の「地方生活風景」に分類されている。
原稿はニューヨークのモルガン・ライブラリーに保管されている。
『純愛』という訳題を付けている版もある。

## あらすじ
田舎町ソミュールを舞台に、グランデ老人の偏執的な吝嗇ぶりと、その一人娘ウージェニーの純愛とが描かれる。
ウジェニーの父親フェリックスはもと桶屋で、一年内に彼の義理の母親、義理の祖父、祖母から遺産を相続して、それを投資して事業に成功している。大変な吝嗇家で、きたない家に妻、娘、手伝いと一緒に住んでいる。
彼の銀行のデ・グラサンは息子のアドルフにウジェニーが嫁いでくれることを望んでいる。ウジェニーは破産してパリから来た従弟のシャルルに愛情を覚え、一旗揚げるためにインドへ旅立つ彼にに大金を贈る。それを発見した父親フェリックスは過酷な罰を強いて、それを見た母親は心痛で病死してしまう。
ウジェニーはインドから帰ったシャルルにも裏切られて、クリュショ・デ・ボンフォン裁判長と形ばかりの結婚して、この田舎町で生活を続ける。

## 登場人物
- フェリックス・グランデ（fr:Félix Grandet）

葡萄酒醸造業者。元ソミュール町長。吝嗇家。妻はラ・ベルテリエール家の出。
- ウジェニー・グランデ（fr:Eugénie Grandet (personnage)）

フェリックスの娘。1796年生まれ。インドへ旅立つシャルルへ金貨を渡す。
後にシャルルの借金を全額払う。クリュショと結婚するが、33歳で未亡人となる。
- ナノン（fr:Nanon (Balzac)）

グランデ家の女中。高身長(5尺8寸)である。
- シャルル・グランデ（fr:Charles Grandet）

パリの酒問屋ギヨーム・グランデ(フェリックスの弟)の息子で、ウジェニーの従弟にあたる。1797年生まれ。後にドーブリオン侯爵の娘と結婚する。　　
- クリュショ・ボンフォン（fr:Bonfons Cruchot）

ソミュール裁判所長。ソミュールの代議士になった後に死去。
- アドルフ・デ・グラッサン

銀行家。

## 映像化作品
- 『ウジェニー・グランデ』（1910年 フランスの映画） マックス・ド・リュウ監督、ヴィクトラン・ジャッセ主演
- 『ウジェニー・グランデ』（1918年 イタリアの映画） ロベルト・ロベルティ監督、フランチェスカ・ベルティーニ主演
- 『The Conquering Power』（1921年 アメリカの映画） レックス・イングラム監督、アリス・テリー主演

邦題「征服の力」。
- 『ウジェニー・グランデ』（1946年 イタリアの映画） マリオ・ソルダーティ監督、アリダ・ヴァリ主演
- 『ウジェニー・グランデ』（1953年 メキシコの映画） エミリオ・ゴメス・ムリエル監督、マルガ・ロペス主演
- 『ウジェニー・グランデ』（1960年 ソ連の映画） セルゲイ・アレクセーエフ監督、アリアドナ・シェンゲラーヤ主演
- 『ウジェニー・グランデ』（1994年 フランスのテレビ映画） ジャン=ダニエル・ヴェラーゲ監督、アレクサンドラ・ロンドン主演
- 『ウジェニー・グランデ』（2020年 フランス・ベルギーの映画） マルク・デュガン監督、ジョセフィーヌ・ジャピ主演